# Mallabia
Mallabia város Spanyolországban,  Bizkaia tartományban. Mallabia Cenarruza-Puebla de Bolívar, Berriz, Zaldibar, Ermua, Eibar és Markina-Xemein községekkel határos. Lakosainak száma 1157 fő (2024).

## Népesség
A település népessége az utóbbi években az alábbiak szerint változott:
| Lakosok száma | 1114 | 1105 | 1162 | 1178 | 1198 | 1211 | 1168 | 1158 | 1185 | 1157 |
|               | 2001 | 2004 | 2007 | 2009 | 2012 | 2014 | 2017 | 2019 | 2022 | 2024 |